# آمار و رکوردهای جام باشگاه‌ها و لیگ قهرمانان اروپا

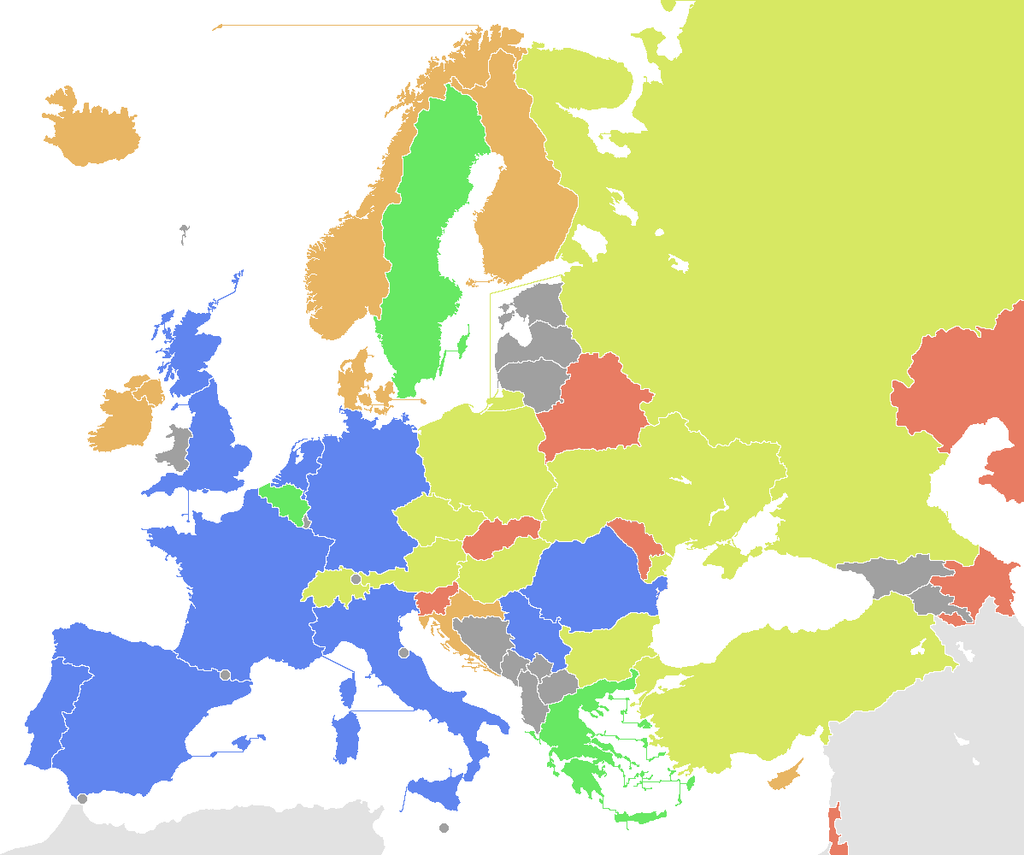
نقشه کشورهای عضو یوفا، براساس مراحل به‌دست آمده توسط تیم‌های حاضر در لیگ قهرمانان و جام باشگاه‌های اروپا.
کشور عضو یوفا با باشگاه‌های قهرمان
کشور عضو یوفا با باشگاه‌های نائب قهرمان
کشور عضو یوفا که در مرحله نیمه نهایی حضور داشته‌است
کشور عضو یوفا که در مرحله یک‌شانزدهم، مرحله یک‌چهارم یا دور دوم گروهی حضور داشته‌است
کشور عضو یوفا که در مرحله گروهی حضور داشته‌است
کشور عضو یوفا که پس از مرحله یک‌شانزدهم، در مرحله گروهی یا حذفی حضور نداشته‌است
کشوری که عضو یوفا نیست

این صفحه شامل اطلاعات مربوط به آمار و رکوردهای جام باشگاه‌ها و لیگ قهرمانان اروپا می‌باشد.

## مدال ها (۱۹۵۵-۲۰۲۳)
Source:
Semifinalist
| رتبه            | کشور                     | طلا | نقره | برنز | مجموع |
| --------------- | ------------------------ | --- | ---- | ---- | ----- |
| ۱               | اسپانیا (ESP)            | ۱۹  | ۱۱   | ۳۱   | ۶۱    |
| ۲               | انگلستان (ENG)           | ۱۵  | ۱۱   | ۲۱   | ۴۷    |
| ۳               | ایتالیا (ITA)            | ۱۲  | ۱۷   | ۱۰   | ۳۹    |
| ۴               | آلمان (GER)              | ۸   | ۱۰   | ۱۶   | ۳۴    |
| ۵               | هلند (NED)               | ۶   | ۲    | ۶    | ۱۴    |
| ۶               | پرتغال (POR)             | ۴   | ۵    | ۲    | ۱۱    |
| ۷               | فرانسه (FRA)             | ۱   | ۶    | ۱۱   | ۱۸    |
| ۸               | اسکاتلند (SCO)           | ۱   | ۱    | ۷    | ۹     |
| ۹               | یوگسلاوی (YUG)           | ۱   | ۱    | ۳    | ۵     |
| ۱۰              | رومانی (ROU)             | ۱   | ۱    | ۲    | ۴     |
| ۱۱              | بلژیک (BEL)              | ۰   | ۱    | ۳    | ۴     |
| ۱۲              | سوئد (SWE)               | ۰   | ۱    | ۲    | ۳     |
| ۱۲              | یونان (GRE)              | ۰   | ۱    | ۲    | ۳     |
| ۱۴              | اتحاد جماهیر شوروی (URS) | ۰   | ۰    | ۳    | ۳     |
| ۱۴              | سوئیس (SUI)              | ۰   | ۰    | ۳    | ۳     |
| ۱۴              | مجارستان (HUN)           | ۰   | ۰    | ۳    | ۳     |
| ۱۴              | چک (CZE)                 | ۰   | ۰    | ۳    | ۳     |
| ۱۸              | اتریش (AUT)              | ۰   | ۰    | ۲    | ۲     |
| ۱۸              | بلغارستان (BUL)          | ۰   | ۰    | ۲    | ۲     |
| ۱۸              | لهستان (POL)             | ۰   | ۰    | ۲    | ۲     |
| ۲۱              | اوکراین (UKR)            | ۰   | ۰    | ۱    | ۱     |
| ۲۱              | ترکیه (TUR)              | ۰   | ۰    | ۱    | ۱     |
| مجموع (۲۲ کشور) | مجموع (۲۲ کشور)          | ۶۸  | ۶۸   | ۱۳۶  | ۲۷۲   |

## عملکرد عمومی

### بر پایه باشگاه
در مجموع ۲۳ باشگاه از ابتدای شروع مسابقات در سال ۱۹۵۵ موفق به کسب قهرمانی شده‌اند. رئال مادرید تنها تیمی است که پانزده بار، از جمله پنج دوره ابتدایی قهرمانی را تجربه کرده‌است. بجز رئال مادرید تنها سه باشگاه میلان، بایرن مونیخ و لیورپول موفق به حضور در ده فینال یا بیشتر شده‌اند. سه باشگاه مذکور به همراه آژاکس، بارسلونا، اینتر میلان، منچستر یونایتد، بنفیکا، ناتینگهام فارست، یوونتوس، چلسی و پورتو، ۱۳ باشگاهی هستند که موفق به فتح بیش از یک‌بار این مسابقات شده‌اند. ۱۸ باشگاه حضور در فینال را تجربه کرده‌اند بدون آنکه موفق به کسب عنوان قهرمانی بشوند.
نمایندگان ده کشور، موفق به قهرمانی در این مسابقات شده‌اند. نمایندگان اسپانیایی موفق‌ترین باشگاه‌های حاضر در مسابقات بوده و در مجموع ۱۹ بار قهرمانی را تجربه کرده‌اند. انگلستان با ۱۴ عنوان و ایتالیا با ۱۲ عنوان در رده‌های دوم و سوم قرار دارند. پس از آنها آلمان با ۷ عنوان، هلند با ۶ عنوان و پرتغال با ۴ وفرانسه با ۲  عنوان قرار گرفته‌اند. اسکاتلند، رومانی، یوگسلاوی و هر کدام یک‌بار طعم قهرمانی در مسابقات را چشیده‌اند. یونان، بلژیک و سوئد در تمام فینالی‌هایی که حضور داشته‌اند، شکست خورده‌اند.
| باشگاه             | قهرمانی | نایب‌قهرمانی | فصل‌های قهرمانی                                                                           | فصل‌های نایب‌قهرمانی                       |
| ------------------ | ------- | ----------- | ---------------------------------------------------------------------------------------- | ---------------------------------------- |
| رئال مادرید        | ۱۵      | ۳           | ۱۹۵۶، ۱۹۵۷، ۱۹۵۸، ۱۹۵۹، ۱۹۶۰، ۱۹۶۶، ۱۹۹۸، ۲۰۰۰، ۲۰۰۲، ۲۰۱۴، ۲۰۱۶، ۲۰۱۷، ۲۰۱۸، ۲۰۲۲، ۲۰۲۴ | ۱۹۶۲، ۱۹۶۴، ۱۹۸۱                         |
| میلان              | ۷       | ۴           | ۱۹۶۳، ۱۹۶۹، ۱۹۸۹، ۱۹۹۰، ۱۹۹۴، ۲۰۰۳، ۲۰۰۷                                                 | ۱۹۵۸، ۱۹۹۳، ۱۹۹۵، ۲۰۰۵                   |
| بایرن مونیخ        | ۶       | ۵           | ۱۹۷۴، ۱۹۷۵، ۱۹۷۶، ۲۰۰۱، ۲۰۱۳، ۲۰۲۰                                                       | ۱۹۸۲، ۱۹۸۷، ۱۹۹۹، ۲۰۱۰، ۲۰۱۲             |
| لیورپول            | ۶       | ۴           | ۱۹۷۷، ۱۹۷۸، ۱۹۸۱، ۱۹۸۴، ۲۰۰۵، ۲۰۱۹                                                       | ۱۹۸۵، ۲۰۰۷، ۲۰۱۸، ۲۰۲۲                   |
| بارسلونا           | ۵       | ۳           | ۱۹۹۲، ۲۰۰۶، ۲۰۰۹، ۲۰۱۱، ۲۰۱۵                                                             | ۱۹۶۱، ۱۹۸۶، ۱۹۹۴                         |
| آژاکس              | ۴       | ۲           | ۱۹۷۱، ۱۹۷۲، ۱۹۷۳، ۱۹۹۵                                                                   | ۱۹۶۹، ۱۹۹۶                               |
| اینتر میلان        | ۳       | ۳           | ۱۹۶۴، ۱۹۶۵، ۲۰۱۰                                                                         | ۱۹۶۷، ۱۹۷۲،۲۰۲۵                          |
| منچستر یونایتد     | ۳       | ۲           | ۱۹۶۸، ۱۹۹۹، ۲۰۰۸                                                                         | ۲۰۰۹، ۲۰۱۱                               |
| یوونتوس            | ۲       | ۷           | ۱۹۸۵، ۱۹۹۶                                                                               | ۱۹۷۳، ۱۹۸۳، ۱۹۹۷، ۱۹۹۸، ۲۰۰۳، ۲۰۱۵، ۲۰۱۷ |
| بنفیکا             | ۲       | ۵           | ۱۹۶۱، ۱۹۶۲                                                                               | ۱۹۶۳، ۱۹۶۵، ۱۹۶۸، ۱۹۸۸، ۱۹۹۰             |
| چلسی               | ۲       | ۱           | ۲۰۱۲، ۲۰۲۱                                                                               | ۲۰۰۸                                     |
| ناتینگهام فارست    | ۲       | ۰           | ۱۹۷۹، ۱۹۸۰                                                                               | —                                        |
| پورتو              | ۲       | ۰           | ۱۹۸۷، ۲۰۰۴                                                                               | —                                        |
| دورتموند           | ۱       | ۲           | ۱۹۹۷                                                                                     | ۲۰۱۳، ۲۰۲۴                               |
| منچستر سیتی        | ۱       | ۱           | ۲۰۲۳                                                                                     | ۲۰۲۱                                     |
| سلتیک              | ۱       | ۱           | ۱۹۶۷                                                                                     | ۱۹۷۰                                     |
| هامبورگ            | ۱       | ۱           | ۱۹۸۳                                                                                     | ۱۹۸۰                                     |
| استوا بخارست       | ۱       | ۱           | ۱۹۸۶                                                                                     | ۱۹۸۹                                     |
| مارسی              | ۱       | ۱           | ۱۹۹۳                                                                                     | ۱۹۹۱                                     |
| پاری سن ژرمن       | ۱       | ۱           | ۲۰۲۵                                                                                     | ۲۰۲۰                                     |
| فاینورد            | ۱       | ۰           | ۱۹۷۰                                                                                     | —                                        |
| استون ویلا         | ۱       | ۰           | ۱۹۸۲                                                                                     | —                                        |
| پی‌اس‌وی آیندهوون    | ۱       | ۰           | ۱۹۸۸                                                                                     | —                                        |
| ستاره سرخ بلگراد   | ۱       | ۰           | ۱۹۹۱                                                                                     | —                                        |
| اتلتیکو مادرید     | ۰       | ۳           | —                                                                                        | ۱۹۷۴، ۲۰۱۴، ۲۰۱۶                         |
| استاد رنس          | ۰       | ۲           | —                                                                                        | ۱۹۵۶، ۱۹۵۹                               |
| والنسیا            | ۰       | ۲           | —                                                                                        | ۲۰۰۰، ۲۰۰۱                               |
| فیورنتینا          | ۰       | ۱           | —                                                                                        | ۱۹۵۷                                     |
| آینتراخت فرانکفورت | ۰       | ۱           | —                                                                                        | ۱۹۶۰                                     |
| پارتیزان           | ۰       | ۱           | —                                                                                        | ۱۹۶۶                                     |
| پاناتینایکوس       | ۰       | ۱           | —                                                                                        | ۱۹۷۱                                     |
| لیدز یونایتد       | ۰       | ۱           | —                                                                                        | ۱۹۷۵                                     |
| سن-اتین            | ۰       | ۱           | —                                                                                        | ۱۹۷۶                                     |
| مونشن‌گلادباخ       | ۰       | ۱           | —                                                                                        | ۱۹۷۷                                     |
| کلوب بروژ          | ۰       | ۱           | —                                                                                        | ۱۹۷۸                                     |
| مالمو              | ۰       | ۱           | —                                                                                        | ۱۹۷۹                                     |
| آ. اس رم           | ۰       | ۱           | —                                                                                        | ۱۹۸۴                                     |
| سمپدوریا           | ۰       | ۱           | —                                                                                        | ۱۹۹۲                                     |
| بایر لورکوزن       | ۰       | ۱           | —                                                                                        | ۲۰۰۲                                     |
| موناکو             | ۰       | ۱           | —                                                                                        | ۲۰۰۴                                     |
| آرسنال             | ۰       | ۱           | —                                                                                        | ۲۰۰۶                                     |
| تاتنهام هاتسپر     | ۰       | ۱           | —                                                                                        | ۲۰۱۹                                     |

### بر پایه کشور
تا فصل ۲۰۲۴–۲۰۲۵
| کشور     | قهرمانی | نائب قهرمانی | باشگاه‌های قهرمان                                                                               | باشگاه‌های نائب قهرمان                                                                                                |
| -------- | ------- | ------------ | ---------------------------------------------------------------------------------------------- | --- |
| اسپانیا  | ۲۰      | ۱۱           | رئال مادرید (۱۵), بارسلونا (۵)                                                                 | اتلتیکو مادرید (۳), بارسلونا (۳), رئال مادرید (۳), والنسیا (۲)                                                       |
| انگلستان | ۱۵      | ۱۰           | لیورپول (۶), منچستر یونایتد (۳), ناتینگهام فارست (۲), استون ویلا (۱), چلسی (۲)، منچسترسیتی (۱) | لیورپول (۳), منچستر یونایتد (۲), آرسنال (۱), چلسی (۱), لیدز یونایتد (۱), تاتنهام (۱)، منچسترسیتی (۱)                 |
| ایتالیا  | ۱۲      | ۱۷           | میلان (۷), اینتر میلان (۳), یوونتوس (۲)                                                        | یوونتوس (۷), میلان (۴), اینتر میلان (۴), فیورنتینا (۱), آ.اس. رم (۱), سمپدوریا (۱)                                   |
| آلمان    | ۸       | ۱۰           | بایرن مونیخ (۶), هامبورگ (۱), بروسیا دورتموند (۱)                                              | بایرن مونیخ (۵), بایر لورکوزن (۱), بروسیا دورتموند (۱), بروسیا مونشن‌گلادباخ (۱), آینتراخت فرانکفورت (۱), هامبورگ (۱) |
| هلند     | ۶       | ۲            | آژاکس (۴), فاینورد (۱), پی‌اس‌وی آیندهوون (۱)                                                    | آژاکس (۲) |
| پرتغال   | ۴       | ۵            | بنفیکا (۲), پورتو (۲)                                                                          | بنفیکا (۵) |
| فرانسه   | ۲       | ۶            | مارسی (۱),پاری سن ژرمن (۱)                                                                     | رنس (۲), موناکو (۱), مارسی (۱), سن-اتین (۱) وپاری سن ژرمن (۱)                                                        |
| صربستان  | ۱       | ۱            | ستاره سرخ بلگراد (۱)                                                                           | پارتیزان (۱) |
| رومانی   | ۱       | ۱            | استوا بخارست (۱)                                                                               | استوا بخارست (۱) |
| اسکاتلند | ۱       | ۱            | سلتیک (۱)                                                                                      | سلتیک (۱) |
| یونان    | ۰       | ۱            | —                                                                                              | پاناتینایکوس (۱) |
| بلژیک    | ۰       | ۱            | —                                                                                              | کلوب بروژ (۱) |
| سوئد     | ۰       | ۱            | —                                                                                              | مالمو (۱) |

### رده‌بندی ۲۵ باشگاه برتر تاریخ جام باشگاه‌ها و لیگ قهرمانان اروپا
تا تاریخ ۱۹ فوریه ۲۰۲۰